# 貸借対照表日
貸借対照表日（たいしゃくたいしょうひょうび）は、貸借対照表を作成する基準日であり、会計年度の末日つまり決算日を指す。ただし、非常貸借対照表など会計年度の途中で作成する場合は、貸借対照表日は決算日とは一致しない。
流動資産又は固定資産、流動負債又は固定負債の区分は、この日の翌日から起算して1年以内に支払期限が到来するかどうかによる。

## 用例
- 企業会計原則、財務諸表等の用語、様式及び作成方法に関する規則で、この用語が使用されている。
- 会社計算規則では、「事業年度の末日」という用語が使用されている。